# ポーラー・ショート・カット
ポーラー・ショート・カット (Polar Short Cut) は、ショートドリンクに分類される、カクテルである。

## レシピの例
- ダーク・ラム
- ホワイト・キュラソー
- ドライ・ベルモット
- チェリー・ヒーリング

これらを、全て等量ずつ用いる。

### 作り方
ダーク・ラム、ホワイト・キュラソー、ドライ・ベルモット、そしてチェリー・ヒーリングを同量ずつ量り取り、これらを全て氷を入れたミキシング・グラスで冷却しながら混ぜる。それを、氷が入らないようにカクテル・グラス（容量75〜90ml程度）に注ぐ。

### 備考
- ホワイト・キュラソーには、コアントローが指定される場合がある[2][3][4]。
- ダーク・ラムの銘柄として、ネグリタが指定される場合がある[3][4]。
- ラムはゴールド・ラムでも良いとされることもある[5][6]。
- チェリー・ヒーリングは、他のチェリー・ブランデーでも良いとされることもある[5][6][7][8]。
- ドライ・ベルモットの銘柄には、ノイリー・プラットが指定される場合がある[4]。

## 歴史
1957年にスカンジナビア航空がコペンハーゲン（デンマーク）と東京（日本）を結ぶ北極回りの航空路線の開設を記念して開催されたカクテルコンテストで1位を獲得したのが本カクテルである。カクテルコンテストにはスカンジナビア航空のほかに、デンマーク・バーテンダー協会、チェリー・ヒーリングを生産している企業も共催者として名を連ねている。
このカクテルに使用されるチェリー・ヒーリングはデンマーク産のリキュールである。
このカクテルの創作者は、コペンハーゲンのバーテンダーのポール・ドジャール。また、彼は新航路のスカンジナビア航空が運行する日本への1番機で日本へ行ったことでも知られている。
このカクテルが創作される契機となったスカンジナビア航空の北極回り航空路線は廃止されてしまっている（1998年時点）。